# Hoplathemistus assimilis
Hoplathemistus assimilis là một loài bọ cánh cứng trong họ Cerambycidae.